# Gerd Kische
Gerd Kische est un footballeur est-allemand, né le 23 octobre 1951, à Teterow.

## Biographie
En tant que défenseur, il fut international est-allemand à 63 reprises (1971-1980) pour aucun but. 
Sa première sélection fut honorée le 16 août 1971, à Guadalajara, contre le Mexique, qui se solda par une victoire de la RDA (1-0). 
Il participa à la Coupe du monde de football de 1974, en RFA. Il fut titulaire dans tous les matchs (Chili, RFA, Australie, Pays-Bas, Brésil et Argentine), et se prit un carton jaune contre le Chili. La RDA est éliminée au second tour. Il n’inscrit aucun but.
Il participa aussi aux Jeux olympiques de 1976 : il fut titulaire contre l’URSS, contre la Pologne, contre le Brésil, contre l’équipe d'Espagne de football (soit 4 matchs joués sur les 5, ratant la France). Il n’inscrit aucun but, ni ne prit de carton. Il remporta le titre olympique avec la RDA.
Sa dernière sélection fut jouée contre la Hongrie, le 19 décembre 1980, se soldant par une victoire de la RDA (2-0).
Il joua dans des clubs de Rostock : 1. FC Neubrandenburg 04, Hansa Rostock et Rostocker FC.
Avec le Hansa Rostock, il fut trois fois champion de RDA D2 en 1976, en 1978 et en 1980, ce qui constitue ses seuls titres en club.

## Clubs
- 1970 :  1. FC Neubrandenburg 04
- 1970-1982 :  Hansa Rostock
- 1982-1983 :  Rostocker FC
- 1983-1984 :  1. FC Neubrandenburg 04

## Palmarès
- Championnat de RDA de football D2

- - Champion en 1976, en 1978 et en 1980
- Jeux olympiques
  - Vainqueur en 1976